# Адалберт Лончар
Адалберт Лончар (Марибор, 10. септембар 1885 — Београд, 19. фебруар 1947) био је немачки генерал током Другог светског рата.

## Улога у Другом светском рату
Током 18. јула 1941. на њега је на путу између Ужица и Ваљева извршен неуспешни напад, приликом чега је рањен његов ађутант. Као одмазду Немци су стрељали 52 таоца у Ужицу. Лончар је током своје одбране на суђењу изјавио да је стрељано 20 талаца.
Био је командант 724. пука 704. пешадијске дивизије током Крагујевачког масакра. После рата осуђен је на смрт вешањем. Пресуду је донео Војни суд III армије 16. фебруара 1947. а пресуда је извршена 27. фебруара 1947.

## Приказ у кинематографији
У Југославији је 1976. године снимљен филм Човек који је бомбардовао Београд, где је један од главних протагониста Адалберт Лончар.